# Vattenstyrelsen
Vattenstyrelsen (finska: Vesihallitus) var ett centralt finländskt ämbetsverk som grundades 1970 under jord- och skogsbruksministeriet. Vattenstyrelsens syfte var att främja användning av vattenresurser, skydda vattendrag samt främja forskning av vattendrag och förebygga vattenskador. Från och med den 1 oktober 1986 började ämbetsverket kallas Vatten- och miljöstyrelsen.
Vatten- och miljöstyrelsen ansvarade för miljöärenden i Finland mellan 1986 och 1995. Nuförtiden är Finlands miljöcentral verksamma i miljöfrågor.

## Generaldirektörer
- Simo Jaatinen: 1970–1990
- Jarmo Ratio: 1990–1991
- Kaj Bärlund: 1991–1995[3]